# 岐阜県道61号大和美並線

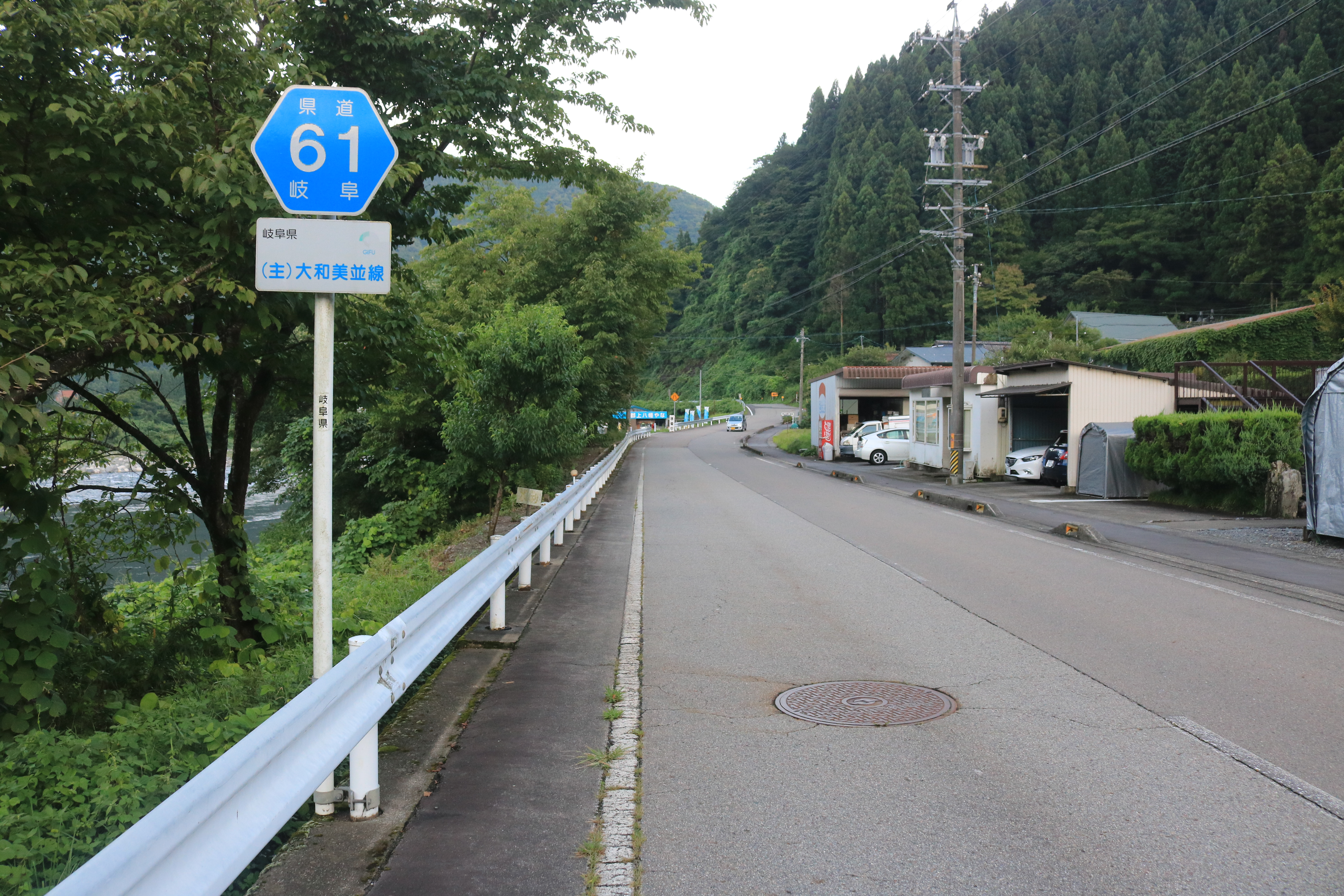
岐阜県道61号大和美並線、郡上市八幡町稲成にて

岐阜県道61号大和美並線（ぎふけんどう61ごう やまとみなみせん）は、岐阜県郡上市大和町徳永から同市美並町上田に至る県道（主要地方道）である。

## 概要
郡上市大和町（旧郡上郡大和町）徳永の国道156号交点が起点。長良川鉄道越美南線を徳永駅の北側の踏切で越えると、釜淵橋で長良川を渡る。しばらく岐阜県道52号白鳥板取線と重複し、長良川右岸に沿って南下する。大和町島の野口交差点で岐阜県道52号白鳥板取線と離れ、そのまま長良川右岸に沿って南下する。この付近には東海北陸自動車道ぎふ大和インターチェンジがある。やがて郡上市八幡町（旧郡上郡八幡町）に入る。東海北陸自動車道郡上八幡インターチェンジの横を通過し、さらに長良川右岸に沿って南下する。長良川鉄道相生駅前を通過すると、国道256号に接続する。国道256号と少し重複するが、すぐにまた長良川右岸に沿って南下する。郡上市美並町（旧郡上郡美並村）に入り、郡上市美並町上田の国道156号交点が終点。
国道156号と長良川対岸で並行し、抜け道やバイパスの役割を果たしている。

### 路線データ

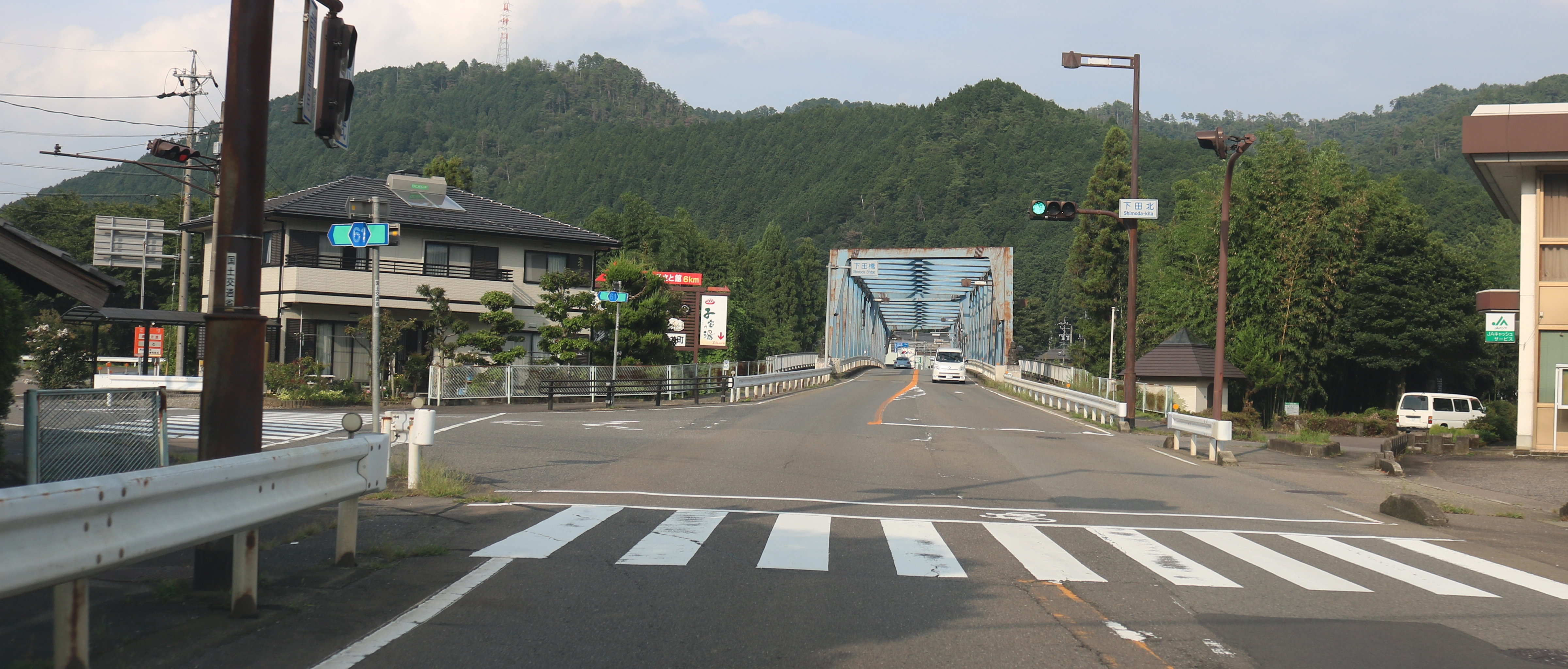
終点：郡上市美並町上田、国道156号との下田北交差点

- 始点：郡上市大和町徳永 徳永交差点（国道156号、岐阜県道318号寒水徳永線交点）
- 終点：郡上市美並町上田 下田北交差点（国道156号交点）
- 実延長：23.658 km[1]

## 歴史
- 1993年（平成5年）5月11日 - 建設省から、県道大和稲成線の一部および県道上田八幡線が大和美並線として主要地方道に指定される[2]。

## 路線状況

### 重複路線
- 岐阜県道52号白鳥板取線（郡上市大和町名皿部 - 大和町島）
- 国道256号（郡上市八幡町相生）
- 岐阜県道315号白山内ヶ谷線（郡上市美並町高砂）

### 道路施設
- 釜淵橋（長良川）

## 地理

### 通過する自治体
- 岐阜県
  - 郡上市

### 交差する道路
- 国道156号、岐阜県道318号寒水徳永線（郡上市大和町 徳永交差点）
- 岐阜県道52号白鳥板取線（郡上市大和町名皿部、大和町島）
- 国道256号（郡上市八幡町相生）
- 岐阜県道315号白山内ヶ谷線（郡上市美並町高砂）
- 国道156号（郡上市美並町 下田北交差点）

### 周辺
- 長良川鉄道越美南線 徳永駅
- 東海北陸自動車道 ぎふ大和インターチェンジ
- 東海北陸自動車道 ぎふ大和パーキングエリア
- 郡上市立大和西小学校
- 郡上八幡自然園
- 東海北陸自動車道 郡上八幡インターチェンジ
- 長良川鉄道越美南線 相生駅
- 郡上市立相生小学校
- 郡上市立八幡西中学校
- 長良川鉄道越美南線 赤池駅
- 東海北陸自動車道 瓢ヶ岳パーキングエリア
- 郡上市立吉田小学校